# Pinnacle Studio
Pinnacle Studio è un programma informatico per il montaggio video digitale, nonché un software prodotto da Pinnacle Systems, una divisione di Corel Corporation. L'ultima versione è la 26, rilasciata ad agosto 2023.

## Descrizione
Pinnacle Studio consente agli utenti di creare contenuti video (come anche DVD/VCD, Bluray e dischi AVCHD), che dalla versione 15 possono essere masterizzati senza la necessità di alcun software aggiuntivo.
Pinnacle Studio può essere acquistato separatamente o con il pacchetto in cui ci sono in bundle vari dispositivi di acquisizione video hardware. Questi includono la cattura analogica e digitale, sia con schede PCI o una connessione via USB. Nel settembre 2007, Pinnacle ha distribuito le nuove versioni dei loro dispositivi MovieBox, tra cui HDV e il supporto AVCHD, fornito con i loro nuovi prodotti da studio.
Inoltre, una versione ridotta SE di Pinnacle Studio QuickStart è stato inclusa con il Dazzle (un altro dispositivo di cattura USB) e prodotti Pinnacle PCTV, anche se dopo il lancio di Studio 12, la versione QuickStart è stata interrotta; Dazzle Video Creator Platinum viene ora distribuito con la versione di base di Pinnacle Studio e PCTV con VideoSpin.
Pinnacle Studio e la stessa Pinnacle Systems è stata acquisita dalla Corel Corporation nel luglio 2012, che ha inserito nel proprio catalogo il prodotto software.
Attualmente esistono due versioni del software:
- Pinnacle Studio 26
- Pinnacle Studio 26 Ultimate

## Requisiti di Sistema

### Requisiti consigliati per Pinnacle Studio 22 Ultimate[1]
- Connessione a Internet necessaria per l'installazione, la registrazione e gli aggiornamenti. Registrazione necessaria per l'uso del prodotto.
- Sistema operativo a 64 bit necessario, consigliato Windows 10, Windows 8.x, Windows 7
- Intel Core i3 o AMD A4 a 3,0 GHz o superiore
  - Intel Core i5 o i7 a 1,06 GHz o superiore necessario per AVCHD e supporto di Intel Quick Sync Video
  - Processore Intel Core i7 di quarta generazione o AMD Athlon A10 o superiore per l'editing UHD, multi-camera o video 360
- Almeno 4 GB di RAM, almeno 8 GB altamente consigliati per l'editing UHD, multi-camera o video 360
- Dispositivo grafico DirectX consigliato:
  - NVIDIA GeForce serie 700/Quadro 600 (basato su Fermi) o più recente (supporto CUDA necessario per la gestione CUDA)
  - ATI Radeon HD serie 5XXX o superiore
  - Scheda grafica Intel HD da Ivy Bridge o superiore
- Il supporto HEVC (H.265) richiede Windows 10 e la compatibilità con hardware PC o schede grafiche
- DirectX 11 per l'aggiunta di titoli in 3D
- Almeno 256MB di VGA VRAM, almeno 512MB consigliati
- Risoluzione schermo: 1024 x 768 o superiore
- Scheda audio compatibile con Windows (uscita multicanale necessaria per l'anteprima dell'audio surround)
- 8 GB di spazio su disco rigido per l'installazione completa
- Opzione di download digitale disponibile se l'unità DVD-ROM non è disponibile per l'installazione

### Formati di esportazione per Pinnacle Studio 22 Ultimate[1]
- Disco: AVCHD, DVD (DVD-R, DVD-RW, DVD+R o DVD+RW, dual layer)
- Video: DV, HDV, AVI, DivX, WMV, MPEG-1/-2/-4, Flash, 3GP, WAV, MP2, MP3, MP4, HEVC (H.265, H.264), DivX Plus MKV, JPEG, TIF, TGA, BMP, XAVC S
- Audio: Dolby Digital 5.1

### Formati di importazione per Pinnacle Studio 22 Ultimate[1]
- Video: AVCHD, DV, HDV, AVI, MPEG-1/-2/-4, Flash, 3GP (MPEG-4, H.263), WMV, titoli DVD non criptati (incl. DVD-VR/+VR), MOV (DV, MPEG-4, H.264), HEVC (H.265), DivX Plus MKV (*), XAVC, MXF, DVCPRO HD, XAVC S, GoPro LRV (*) è necessario scaricare i driver di DivX da DivX
- Audio: MP3, MPA, M4A, WAV, AMR, AC3, AAC, Vorbis, WMA
- Scheda grafica: JPS, BMP, GIF, JPG, PCX, PSD, TGA, TIF, WMF, PNG, J2K